# Louis Germond der Ältere
Louis Germond (* 22. April 1796 in Lovatens; † 11. September 1868 in Pompaples) war ein Schweizer evangelischer Geistlicher.

## Leben

### Familie
Louis Germond war der Sohn des Landwirts Pierre Jacob Germond und dessen Ehefrau Marie (geb. Arnoud).
Er war mit Louise, Tochter seines Cousins Jean Daniel Wist, verheiratet; von ihren Kindern sind namentlich bekannt:
- Paul Germond (* 12. Juli 1835 in Yvonand; † 17. August 1918 in Prilly),[1] Missionar in Afrika, verheiratet in erster Ehe mit Lucie (geb. Borgeaud dit Avocat) aus Penthalaz, Tochter eines Händlers aus Echallens, in zweiter Ehe heiratete er Léonie (geb. Marchal) aus Rothau im Elsass;
- Louis Germond (* 23. November 1825 in Bonvillars; † 26. Mai 1884 in Lutry),[2] Pfarrer und 1865 Präsident der freikirchlichen Synode.

### Werdegang
Louis Germond besuchte die Schule in Moudon und seit 1808 das Gymnasium in Lausanne. Er wohnte sechs lang bei seinem Cousin Jena Daniel Wist, der Pfarrer in Saint-Maurice bei Champagne war.
Er immatrikulierte sich als Theologiestudent an der Académie de Lausanne und wurde 1819 ordiniert. 1826 wurde er Vikar in Pailly und war dann erst seit 1828 Pfarrer in Sainte-Croix, bevor er 1833 Pfarrer in Yvonand und 1840 in Echallens wurde. 1842 gründete er ein Diakonissenspital im Schloss von Echallens; seine Ehefrau war Inspiratorin und Leiterin dieser Institution. Aus dem Projekt entwickelte sich später die heutige Krankenhauslandschaft des Kanton Waadt.
Am 12. November 1845 demissionierte er während einer Kirchenkrise der Staatskirche im Kanton Waadt (siehe auch Geschichte des Kantons Waadt#Die Gründung der Église évangélique libre du Canton de Vaud) und betrieb weiterhin das Diakonissenhaus. Im Laufe des Jahres 1848 wurde er auf Anordnung des Staatsrats in seine Herkunftsgemeinde verbannt und leitete daraufhin von Lovatens weiterhin das Haus in Echallens. Nach seiner Rückkehr nach Echallens begründete er dort eine Freikirche und war als deren Pfarrer tätig.
1852 zog er mit dem Diakonissenspital nach Pompaples um.

### Gründung des Diakonissenspitals
In der Generalversammlung der Evangelischen Gesellschaft in Lausanne stellte Louis Germond 1840 das Kaiserswerth-Institut aus Kaiserswerth bei Düsseldorf vor und erklärte hierbei, ähnliche Institute in den Kantonen Waadt, Genf und Neuenburg gründen zu wollen. Als er Pfarrer in Echallens wurde, teilte er den Gemeindemitgliedern seine Pläne mit, einen Teil des dortigen Schlosses, dass sich im Gemeindebesitz befand, für seine Diakonie-Einrichtung nutzen zu wollen und fand die Zustimmung der Gemeinde. 
Er erhielt gegen eine Miete von 400 Franken einen Flügel des Schlosses zur Verfügung gestellt. Vier Zimmer mit jeweils vier Betten waren für Kranke bestimmt, zwei weitere wurden als Schlafsäle für Diakonissen genutzt und ein paar andere Schlafzimmer und Nebengebäude vervollständigten die Wohnung des Pfarrers; die Krankenstation war unter anderem auch eingerichtet worden, um die Schwestern auch zu Krankenschwestern auszubilden. Nachdem mit der Einrichtung des Diakonissenhospitals begonnen worden war, meldeten sich zahlreiche Schwestern im Voraus, die dort helfen wollten. Die ausgebildeten Schwestern wurden später zu Kranken nach Hausen, zu privaten gemeinnützigen Einrichtungen für Kranke und zu Krankenhäusern geschickt. 
Die Einweihung der Einrichtung erfolgte am 19. Dezember 1842. Das Personal bestand aus vier Schwestern und der erste Patient wurde am 2. Januar 1843 aufgenommen. Die ersten Leiter dieser Einrichtung waren Louis Germond und seine Ehefrau.
Nachdem Louis Germond von seinem Amt als Pfarrer der Kirche von Echallens zurückgetreten war, leitete er religiöse Versammlungen im Diakonissenhaus, dieses wurde ihm jedoch am 18. Dezember 1845 vom Staatsrat des Kantons verboten. Er hielt allerdings weiterhin die Versammlungen ab; dies hatte zur Folge, dass am 19. April 1846 eine Gruppe von Männern den Raum, der zu den Andachten genutzt wurde, völlig zerstörten, indem sie die Bänke und die Kanzel in Stücke hauten. Einige Stunden später versuchten erneut einige Männer in das Haus einzudringen, konnten jedoch daran gehindert werden, einzudringen. Gegen die Täter wurden keine Ermittlungen eingeleitet, sondern vielmehr gab es weiterhin mündliche Drohungen. Daraufhin wurde die Einrichtung geschlossen und die Kranken wurden entweder im Dorf oder im kantonalen Hospiz untergebracht. 
In den ersten Novembertagen 1846 wurde das Diakonissenhaus erneut geöffnet, weil die Gemeinde wegen des bevorstehenden Winters darum bat. Wegen der Verbannung von Louis Germond wurde das Haus erneut am 8. Oktober 1848 geschlossen. Erst nachdem ihm die Rückkehr nach Echallens gestattet worden war, wurde das Haus am 19. Juli 1849 wieder geöffnet. 
1852 erwarb der Genfer Arzt Adolphe Butini de la Rive ein ländliches Wohnhaus und ein ehemaliges Badehaus oberhalb des Dorfes Pompaples. Er überliess diese Häuser Louis Germond, für dessen Arbeit er sich sehr interessierte, zur Gründung eines Diakonissenhauses. Der Betrieb in Echallens wurde noch bis September 1852 weitergeführt, bis am 1. November 1852 die Einweihung des neuen Spitals in Saint-Loup in der Gemeinde Pompaples stattfand.

## Schriften (Auswahl)
- La mission de l'Eglise. Lausanne 1852.